# James McCaffrey
Pour les articles homonymes, voir McCaffrey.
 (avril 2020).
Si vous disposez d'ouvrages ou d'articles de référence ou si vous connaissez des sites web de qualité traitant du thème abordé ici, merci de compléter l'article en donnant les références utiles à sa vérifiabilité et en les liant à la section « Notes et références ».
James McCaffrey, né le 27 mars 1958 à Albany (New York) et mort le 17 décembre 2023, est un acteur américain.
Il est surtout connu du grand public pour son rôle de Jimmy Keefe dans la série télévisée : Rescue Me - Les Héros du 11 septembre, ainsi que pour être la voix du rôle titre dans la trilogie de jeux vidéo Max Payne.
Il joue également dans les séries Viper et Beautiful People.

## Biographie

### Carrière
Il joue son premier rôle aux côtés de Helen Hunt dans Bill II : on His Own (1983), un film relatant l'histoire de Bill Sackter (en).
Un de ses plus grand rôles est celui du héros du premier jeu vidéo Max Payne développé par le studio finlandais Remedy Entertainmentnet, sorti en 2001. Il reprend le rôle en 2003 dans Max Payne 2 : The Fall of Max Payne, puis en 2012 dans Max Payne 3, ce dernier étant développé par le studio américain Rockstar Games . Il joue également le rôle d'un agent du FBI dans le film tiré de la franchise.
En 2010, il retrouve le studio Remedy pour les besoins du jeu vidéo Alan Wake, dans lequel il prête sa voix au poète Thomas Zane qui vient en aide au protagoniste. Dans Alan Wake 2, sorti en 2023, il prête cette fois-ci sa voix à l'agent du FBI Alex Casey.
Entretemps, il retrouve le studio en interprétant le directeur Zachariah Trench dans le jeu Control sorti en 2019.

### Mort
James McCaffrey meurt le 17 décembre 2023 des suites d'un cancer à l'âge de 65 ans.

## Filmographie partielle
Sauf indication contraire, les informations mentionnées dans cette section peuvent être confirmées par la base de données cinématographiques IMDb,  présente dans la section « Liens externes ».

### Cinéma
- 1995 : Burnzy's Last Call de Michael De Avila : Sal
- 1996 : Entre chiens et chats (The Truth About Cats & Dogs) de Michael Lehmann : Roy
- 1997 : Nick and Jane de Richard Mauro : Nick
- 1999 : The Tic Code de Gary Winick : Michael
- 1999 : Coming Soon de Colette Burson (en) : Dante
- 1999 : The Florentine de Nick Stagliano : Jack Ryan
- 2003 : American Splendor de Shari Springer Berman et Robert Pulcini : Sam
- 2004 : She Hate Me de Spike Lee : Bob
- 2004 : Fresh Cut Grass de Matthew Coppola : Sam
- 2005 : Trouble Jeu (Hide and Seek) de John Polson : Charlie (non crédité)
- 2007 : Broken English de Zoe R. Cassavetes : Perry
- 2007 : Feel the Music (Feel the Noise) d'Alejandro Chomski : Jeffrey Skylar
- 2008 : Max Payne de John Moore : Agent Jack Taliente (non crédité)
- 2008 : Last Call de Steven Tanenbaum : Steven
- 2009 : Sordid Things d'Andrew Bloomenthal : Jagger Manchester
- 2009 : NoNAMES de Kathy Lindboe : Mr. Williams
- 2010 : Camp Hell de George Van Buskirk : Dr. John
- 2010 : Meskada de Josh Sternfeld : Billy Burns
- 2011 : The Orphan Killer de Matt Farnsworth : Detective Jones
- 2011 : Busted Walk de Steven Tanenbaum : Mr. Turner (court-métrage)
- 2012 : Compliance de Craig Zobel : Detective Neals
- 2013 : The Suspect de Stuart Connelly : Polaski Sheriff
- 2014 : A Cry from Within de Zach Miller et Deborah Twiss : Père Thomas
- 2015 : I Dream Too Much de Katie Cokinos : Nikki
- 2016 : Amour aveugle (Blind) de Michael Mailer : Howard
- 2016 : Confidence Game de Deborah Twiss : David
- 2018 : Murder at the Mansion de Sam Irvin : Jimmy

### Télévision

#### Séries télévisées
- 1992 : Guerres privées (Civil Wars) : Terrence Flanagan
- 1994 - 1997 : New York Undercover : Capitaine Arthur O'Byrne / Jack Dale
- 1994 - 1998 : Viper (saison 1 et 4) : Joe Astor
- 1996 : Swift Justice : Mac Swift
- 2000 : New York, unité spéciale (saison 1, épisode 11) : Jesse Hansen
- 2001 : Sex and the City
- 2003 : As the World Turns : Charley Spangler
- 2003 : New York, section criminelle (saison 2, épisode 23) : Daniel Croydon
- 2003 : New York, unité spéciale (saison 5, épisode 6) : Peter Forbes
- 2004 - 2009 : Rescue me, les héros du 11 septembre (Rescue me) : Jimmy Keefe (56 épisodes)
- 2005 - 2006 : Beautiful People : Julian Fiske (12 épisodes)
- 2008 : La Loi de Canterbury (Canterbury's Law) : Frank Angstrom (4 épisodes)
- 2011-2012 : Revenge : Ryan Huntley, l'avocat de Victoria Grayson (4 épisodes)
- 2011 et 2022 : Blue Bloods : le lieutenant William Carter (saison 1, épisode 12) et le sergent Kevin Coolidge(saison 12, épisode 10)
- 2013-2018 : Suits : Gordon (3 épisodes)
- 2014 : Following : David (2 épisodes)
- 2014 : Forever : Browning (saison 1, épisode 2)
- 2017 : Madam Secretary : Rex Mayfield (saison 3, épisode 12)
- 2017 : Bull : Thornton Grey (saison 1, épisode 20)
- 2017-2019 : Nola Darling n'en fait qu'à sa tête (She's Gotta Have It) : Danton Phillips (5 épisodes)
- 2018 : Jessica Jones : Maximillian 'Max' Tatum (saison 2, 2 épisodes)
- 2019 : Bluff City Law : Tucker Goodman (saison 1, épisode 2)

#### Téléfilms
- 1999 : Destins confondus (Switched at Birth) de Douglas Barr : Darryl
- 2010 : Le Pacte de grossesse (Pregnancy Pact) de Rosemary Rodriguez : Michael Dougan
- 2011 : Gun Hill de Reggie Rock Bythewood : Alex Web
- 2014 : Betrayed de John Stimpson : Sully
- 2017 : Le Voyage surprise de Noël (Romance at Reindeer Lodge) de Colin Theys : William

## Jeux vidéo
- 2001 : Max Payne : Max Payne
- 2003 : Max Payne 2: The Fall of Max Payne : Max Payne
- 2008 : Alone in the Dark: Inferno : Edward Carnby
- 2008 : Far Cry 2 : [Qui ?]
- 2010 : Alan Wake : Thomas Zane
- 2012 : Max Payne 3 : Max Payne
- 2019 : Control : Zachariah Trench
- 2023 : Alan Wake 2 : Alex Casey (voix)